# Цао Ин
Шэн Цзюньфэн (кит. упр. 盛峻峰, пиньинь Shèng Jùnfēng, 24 марта 1923, Чжэньхай, Чжэцзян, ныне в черте города Нинбо — 24 октября 2015, Шанхай), более известный под псевдонимом Цao Ин — (кит. трад. 草嬰, упр. 草婴, пиньинь Cǎo Yīng), китайский переводчик произведений русских и советских писателей. Наибольшую известность ему принёс перевод на китайский язык полного собрания сочинений Льва Толстого. Цао также переводил Михаила Шолохова, Андрея Платонова и других русских и советских писателей.

## Биография
Родился в обеспеченной семье в уезде Чжэньхай провинции Чжэцзян в 1923 году, его дед и отец были врачами. Его мать, Сюй Шуцзюань(徐书卷), была дочерью знатного семейства. Его старший двоюродный брат по матери, Сюй Сюй (徐訏), был писателем. Шэн Цзюньфэн обучался в Наньтуньском сельскохозяйственном техникуме (南通农学院).
В декабре 1937 года, в возрасте до 14 лет, во время Второй китайско-японской войны, он переехал в Шанхай вместе с семьей .
Начал изучать русский язык в 1938 году. Вначале брал частные уроки у русской домохозяйки, позже занимался под руководством Цзян Чуньфана, который к тому времени был уже состоявшимся переводчиком, а позже стал известен как создатель Большой китайской энциклопедии.
В 1941 году, в возрасте 18 лет, начинает сотрудничать с еженедельником Шидай (时代) в качестве переводчика. Он принимает псевдоним Цао Ин (草 цао — трава, 婴 ин — младенец, «молодая трава»). Шэн так объяснял выбор псевдонима:
«Я простой человек, занимаюсь простым делом. Имя Цао Ин я взял себе, когда профессионально приступил к переводам. Я надеюсь, что приобрету „дух травы“. Как я думаю, можно быть ничтожным, как трава, и при этом не бояться огня и возрождаться вновь и вновь.»
Его первый перевод — рассказ Андрея Платонова «Старик». В период 1945—1951 годов работал в издательстве Шидай в качестве редактора и переводчика, с 1956 года — сотрудник Шанхайского союза писателей. Также в 1950-е годы принял участие в редактировании китайского энциклопедического словаря «Цыхай» в качестве члена редколлегии и главного редактора тома «Зарубежная литература» (кит. упр. 外国文学).
Во время культурной революции был заклеймён как «агент Шолохова» и «ревизионистский Советский шпион», подвергся травле и был выслан на каторжные работы.
Цао Ин был реабилитирован после прихода к власти Дэн Сяопина. Занимал пост вице-президента Китайского Союза Переводчиков, президента Шанхайского Союза Переводчиков, вице-президента Шанхайского Союза Писателей. Являлся профессором Восточно-китайского педагогического университета и Сямэньского Университета.
Потратил 20 лет (1977—1997) на перевод Полного собрания сочинений Л. Н. Толстого на китайский язык. Перевёл произведения М. Ю. Лермонтова («Герой нашего времени»), М. А. Шолохова («Поднятая целина», «Судьба человека»), В. П. Катаева («Сын полка»), Б. Л. Горбатова («Донбасс»), Г. Е. Николаевой («Повесть о директоре МТС и главном агрономе»), П. А. Павленко («Счастье»).
Был принят в Союз Писателей РФ в 2006 году.
Умер в Шанхае 25 октября 2015 года в возрасте 93 лет.

## Награды
- СССР: 1987 — Литературная премия имени М. Горького[6];
- Россия: 2006 — медаль имени М. Горького[6];
- Китай: 2014 —  6-я Шанхайская премия литературы и искусства за прижизненные достижения[6] (кит. упр. 第六届上海文学艺术终身成就奖).